# Bragasellus seabrai
Bragasellus seabrai is een pissebed uit de familie Asellidae. De wetenschappelijke naam van de soort is voor het eerst geldig gepubliceerd in 1943 door Braga.